# 入田町
入田町（にゅうたちょう）は、徳島県徳島市西端の町である。1町で入田地区を構成する。郵便番号は〒779-3133 。

## 地理

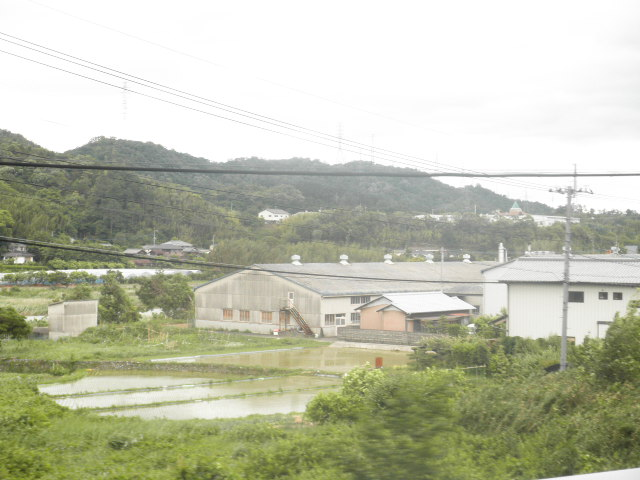
入田地区の街並み
入田町字月ノ宮で撮影

徳島市の最西部、市域の西への突出部に位置する、山あいの盆地である。
かつての入田村の一部で、徳島市で唯一、名西郡から合併している。旧入田村は現在の国府町西矢野を含んでいるため、現在の徳島市入田町および入田地区と旧入田村とは区域が一致しない。
徳島市の地区の中で、人口・世帯数・人口密度が最小である。

### 山
| 山       | 標高 |                                                |
| -------- | ---- | ---------------------------------------------- |
| 西龍王山 | 495m | 山内には徳島県立神山森林公園がある。           |
| 東龍王山 | 408m | 西竜王山の東部に位置している。                 |
| 気延山   | 212m | 国府地区・名西郡石井町との境にある。           |
| 辰ヶ山   | 197m | 国府地区・上八万地区との地区境近くに位置する。 |

### 河川
| 河川     | 備考                                             |
| -------- | ------------------------------------------------ |
| 鮎喰川   | 吉野川の支流。                                   |
| 金治谷川 | 西竜王山に水源があり、上流には建治の滝がかかる。 |

### 隣接する地区・町
徳島市外は地区の代わりに町村。（ ）内は町・大字。

### 小字と人口
人口は徳島市による推計（2025年1月）。
| 小字     | 読み       | 人口 |
| -------- | ---------- | ---- |
| 天ノ原   | あまのはら | 0160 |
| 金治     | こんじ     | 0000 |
| 南谷     | なんごく   | 0017 |
| 春日     | かすが     | 0147 |
| 笠木     | かさぎ     | 0220 |
| 神ノ池   | かみのいけ | 0031 |
| 安都真   | あづま     | 0 99 |
| 月ノ宮   | つきのみや | 0103 |
| 海先     | かいさき   | 0106 |
| 内ノ御田 | うちのみた | 0 99 |
| 大久     | おおひさ   | 0459 |
| 計       |            | 1441 |

## 歴史

### 地名の由来
『入田村史』によれば、景行天皇の代の121年、阿波国など5ヵ国に分置された蝦夷の俘囚が、この地を「ニウタ」と呼んだことが地名の始まりである。アイヌ語で「ニウタ」は周囲を山で囲まれた田園を意味する。

### 年表
- 0645年00月00日 - 大化の改新。こののち、名方郡埴土郷（はにごう）波邇井（はにい）となった[1]。
- 0896年00月00日 - 名方郡が名東郡と名西郡に分割。埴土郷波邇井は名西郡となった[1]。
- 1585年00月00日 - 徳島城築城。城下町建設にともない、建治寺と春日神社が入田から眉山へ移された（春日神社は田宮からとも）[1]。
- 1592年00月00日 - 太閤検地時に、波邇井が入田村（現 入田町）と矢野村（現 国府町西矢野）に分けられた[1]。
- 1870年00月00日 - 番組町村制により、矢野村・尼寺村（現 石井町の隣接する大字）などと共に名西郡九番組となった[3]。
- 1872年00月00日 - 大区小区制により、第二大区となった[3]。
- 1879年00月00日 - 郡区町村制により、入田村が復活。
- 1889年10月01日 - 市町村制施行に伴い、入田村と矢野村が合併して（新）入田村が成立。2村は入田村の大字となった。
- 1953年00月00日 - 合併促進法により入田村が合併町村となった。国府町が、北井上村・南井上村・入田村との1町3村合併案を採用[4]。
- 1955年10月01日 - 入田のみ、名東郡新居町とともに徳島市に編入、矢野は名東郡国府町に編入された。

## 教育機関
| 学校名           | 住所                       | 備考 |
| ---------------- | -------------------------- | ---- |
| 徳島市入田中学校 | 徳島市入田町春日181-1      |      |
| 徳島市入田小学校 | 徳島市入田町春日180番地の1 |      |
| 徳島市入田幼稚園 | 徳島市入田町笠木11         |      |

## 交通
JR徳島駅より徳島バス天の原西（刑務所前）行、または徳島バス神山線（延命経由）を利用。

### 道路
- 都道府県道
  - 徳島県道21号神山鮎喰線
  - 徳島県道123号神山国府線

## 施設

### 公共施設
- 徳島市球技場
- 徳島市ライフル射撃場
- 徳島刑務所

### 名所
- 建治の滝

### 社寺・史跡
- 船盡比賣神社
- 笠木神社
- 建治寺 - 四国八十八箇所霊場の第十三番札所・大日寺の奥の院。四国三十六不動尊霊場第12番札所。
- 観正寺 - 大日寺の旧奥の院。
- 天神社 - 式内社。
- 入田瓦窯跡 - 徳島県指定史跡。

### その他
- 徳島カントリー倶楽部